# Des nouvelles d'Édouard
Des nouvelles d'Édouard est un roman de Michel Tremblay paru en 1984. Il s'agit du quatrième tome des Chroniques du Plateau Mont-Royal, au sein desquelles il occupe une place singulière : contrairement aux autres volumes du cycle romanesque, qui brossent généralement le portrait de la vie et du milieu social d’une famille ouvrière à Montréal, le roman raconte « comment un sujet décide de passer la frontière de son quartier et de sa famille pour faire l'épreuve de l'étranger et du désir ».

## Résumé
(octobre 2021).
Édouard, vendeur de souliers dans un terne boutique de l'avenue du Mont-Royal se transforme le soir en travesti sous le pseudonyme de la duchesse de Langeais. Devenue la reine, délabrée, des travestis qui règne sur la foule du cabaret Coconut Inn de la Main, il trouve la mort en plein cœur du « quartier rouge » de Montréal un soir d'août 1976. Mais Édouard laisse en héritage le journal d'un ancien voyage à Paris.
En 1947, Édouard reçoit un héritage inespéré et décide de réaliser son plus grand rêve : se rendre en paquebot à Paris. Mais la traversée ne va pas sans heurts, surtout quand Édouard se transforme en duchesse devant passagers et membres d'équipage pendant une fête donnée sur le transatlantique. Et la Ville lumière se révèle bien différente de celle qu'Édouard avait imaginée, surtout depuis son petit appartement sans toilette de la rue Doudeauville.

## Prix littéraires
- Prix Québec-Paris 1984 pour Des nouvelles d'Édouard et La Duchesse et le Roturier